# Dương Văn Phước
Dương Văn Phước (sinh ngày 29 tháng 5 năm 1967) là Đại biểu Quốc hội nước Cộng hòa xã hội chủ nghĩa Việt Nam. Ông hiện là Tỉnh ủy viên, Phó Trưởng Đoàn Đại biểu Quốc hội chuyên trách tỉnh Quảng Nam, Đại biểu Quốc hội khóa XV từ Quảng Nam. Ông từng là Chánh Văn phòng Đoàn Đại biểu Quốc hội và Hội đồng nhân dân tỉnh Quảng Nam.
Dương Văn Phước là đảng viên Đảng Cộng sản Việt Nam, học vị Cử nhân Kinh tế, Cao cấp lý luận chính trị. Ông có sự nghiệp đều công tác ở quê nhà Quảng Nam.

## Xuất thân và giáo dục
Dương Văn Phước sinh ngày 29 tháng 5 năm 1967, quê quán tại xã Đại Thắng, huyện Đại Lộc, tỉnh Quảng Nam. Ông lớn lên và tốt nghiệp phổ thông ở Đại Lộc, học đại học ở Thành phố Hồ Chí Minh và tốt nghiệp Cử nhân Kinh tế. Ông được kết nạp Đảng Cộng sản Việt Nam vào ngày 3 tháng 2 năm 1994, trở thành đảng viên chính thức sau đó 1 năm, từng theo học các khóa chính trị ở Học viện Chính trị Quốc gia Hồ Chí Minh và tốt nghiệp Cao cấp lý luận chính trị. Nay ông thường trú ở phường Hòa Thuận, thành phố Tam Kỳ, tỉnh Quảng Nam.

## Sự nghiệp
Năm 1992, Dương Văn Phước bắt đầu sự nghiệp của mình khi công tác ở Văn phòng Ủy ban nhân dân xã Đại Thắng, huyện Đại Lộc, đồng thời tham gia công tác Đoàn Thanh niên Cộng sản Hồ Chí Minh, là Đảng ủy viên, Bí thư Đoàn xã Đại Thắng. Tháng 3 năm 1999, ông được điều lên Huyện đoàn Đại Lộc, là Ủy viên Thường trực Huyện đoàn, Thường trực Ủy ban Mặt trận Tổ quốc Việt Nam huyện Đại Lộc. Sang tháng 9 năm 2005, ông được phân công làm Thư ký, Chuyên viên Văn phòng Đoàn Đại biểu Quốc hội tỉnh Quảng Nam, được thăng chức Phó Trưởng phòng Công tác Đại biểu Quốc hội từ tháng 10 năm 2008, và Trưởng phòng, Bí thư Chi bộ số I, Đảng bộ Văn phòng từ tháng 10 năm 2011. Tháng 3 năm 2012, ông được bổ nhiệm làm Phó Chánh Văn phòng Đoàn Đại biểu Quốc hội và Hội đồng nhân dân tỉnh, Đảng ủy viên Đảng bộ Văn phòng, được giao nhiệm vụ phụ trách Văn phòng này từ tháng 4 năm 2016.
Tháng 8 năm 2016, Dương Văn Phước được bổ nhiệm làm Bí thư Chi bộ, Chánh Văn phòng Đoàn Đại biểu Quốc hội tỉnh Quảng Nam, đến Đại hội Đảng bộ tỉnh Quảng Nam lần thứ, nhiệm kỳ 2020–2025 thì được bầu vào Ban Chấp hành Đảng bộ tỉnh. Năm 2021, với sự giới thiệu của Ủy ban Mặt trận Tổ quốc Việt Nam tỉnh, ông tham gia ứng cử đại biểu Quốc hội từ Quảng Nam, tại đơn vị bầu cử số 2 gồm thành phố Hội An và các huyện Duy Xuyên, Quế Sơn, Nông Sơn, Thăng Bình, Hiệp Đức, rồi trúng cử Đại biểu Quốc hội khóa XV với tỷ lệ 77,21%. Ngày 21 tháng 7 năm 2021, ông được phê chuẩn làm Phó Trưởng Đoàn Đại biểu Quốc hội chuyên trách tỉnh Quảng Nam.